# Carmen Chaplin

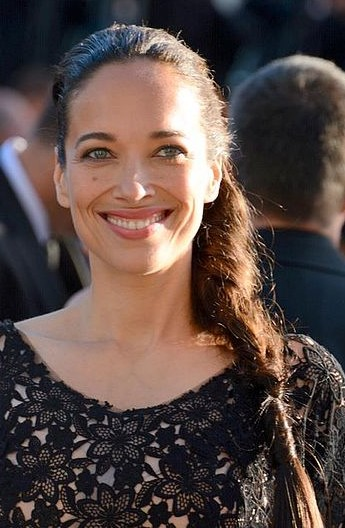
Carmen Chaplin 2013

Carmen Chaplin (* 1972 in London) ist eine amerikanisch-spanisch-französische Schauspielerin und die Tochter von Michael Chaplin.

## Leben
Die Enkelin von Charlie Chaplin und Oona Chaplin und Ur-Enkelin von Eugene O’Neill arbeitete lange Zeit als Fotomodell. Neben Catherine Deneuve und Daniel Auteuil spielte sie die Kadhija in André Téchinés Meine liebste Jahreszeit (1993). In der Serie Highlander war sie als Maria Campalo 1995 neben Adrian Paul zu sehen. Es folgten Nebenrollen an der Seite von Jean-Hugues Anglade in Sag ja! und in Sydney Pollacks Neuverfilmung von Sabrina. Sie spielte mit Jean Barney in Ciel d’orage und hatte ihren ersten großen Auftritt neben Ewan McGregor und Greta Scacchi in der Doppelrolle der Thea und Anna in Der Schlangenkuss (1997). In Hollywood spielte sie die Ursula neben Ice Cube, Eva Mendes und Tommy Flanagan in All About the Money (2002) und in Day on Fire (2005), der auf der Berlinale 2007 gezeigt wurde.

## Filmografie (Auswahl)
- 1991: Bis ans Ende der Welt (Until the End of the World)
- 1993: Meine liebste Jahreszeit (Ma saison préférée)
- 1995: Sag ja! (Dis-moi oui…)
- 1995: Sabrina
- 1997: Der Schlangenkuss (The Serpent’s Kiss)
- 1997: Am Morgen danach (Post coïtum animal triste)
- 1999: Pourquoi pas moi?
- 2001: Regarde-moi
- 2002: Snapshots – Bilder der Erinnerung (Snapshots)
- 2002: All About the Money (All About the Benjamins)
- 2006: Day on Fire
- 2009: Don’t Look Up
- 2013: A Time for Everything
- 2013: Prisoners of the Sun
- 2022: A Little Love Package
- 2024: The Worst Man in London (O Pior Homem de Londres)